# 圓點蝙蝠魚
圓點蝙蝠魚，為輻鰭魚綱鮟鱇目棘茄魚亞目棘茄魚科的其中一種，分布於西大西洋美國佛羅里達東南方智墨西哥灣北方海域，屬亞熱帶底棲性魚類，棲息深度可達70公尺，體長可達38分，棲息底層水域，生活習性不明。

## 扩展阅读
維基物種上的相關：圓點蝙蝠魚